# Ametrodiplosis pareirae
Ametrodiplosis pareirae är en tvåvingeart som beskrevs av Grover 1970. Ametrodiplosis pareirae ingår i släktet Ametrodiplosis och familjen gallmyggor. Inga underarter finns listade i Catalogue of Life.